# Fuzileiros navais

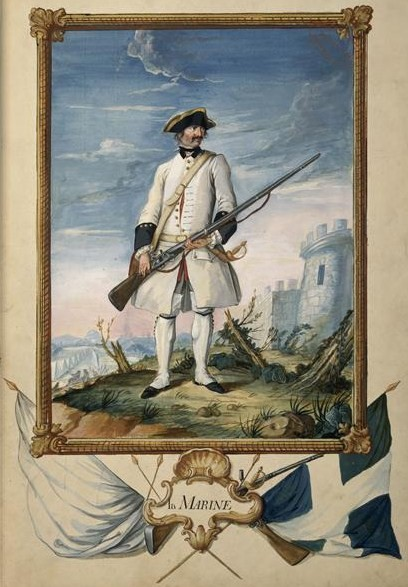
Fuzileiro da Marinha Francesa em 1757.

Um fuzileiro naval é um  militar pertencente a um corpo de infantaria de marinha de alguns países. No âmbito de uma marinha, os fuzileiros são normalmente os especialistas na realização de operações de assalto anfíbio, nas abordagens no alto mar, na segurança e ordem interna nos navios de guerra e na defesa das instalações navais em terra. Normalmente, os fuzileiros navais são rigorosamente selecionados e recebem um treinamento especial, sendo considerados tropas de elite. 
O termo "fuzileiro" refere-se à antiga designação genérica dos soldados de infantaria armados de espingarda (também referida como "fuzil"). Os soldados de infantaria embarcada de algumas marinhas passaram a ser designados "fuzileiros " ou "fuzileiros navais". Como designação do membro da infantaria naval, o termo é utilizado nas marinhas do Brasil, bem como na generalidade das restantes marinhas da CPLP. Tanto os fuzileiros portugueses como os brasileiros descendem remotamente do Terço da Armada da Coroa de Portugal criado no século XVII.
Para além das marinhas da CPLP, o termo "fuzileiro" também é usado na Marinha Francesa (fusilier marin) e na Armada do Uruguai (fusilero naval). Por outro lado, frequentemente também são traduzidas para o português como "fuzileiros navais" algumas designações estrangeiras de unidades, soldados de infantaria naval, como o termo inglês "marines" ou o termo neerlandês "mariniers".